# Gattavadipura, Nanjangud
Gattavadipura là một làng thuộc tehsil Nanjangud, huyện Mysore, bang Karnataka, Ấn Độ.